# Msied
Msied är en ort i Marocko.   Den ligger i regionen Guelmim-Oued Noun, 800 km sydväst om huvudstaden Rabat.